# Addicted to You (canção de Hikaru Utada)
"Addicted to You" é uma canção da cantora Hikaru Utada, gravada para seu segundo álbum em japonês Distance, de 2001.

## Faixas e formatos
| CD single/download digital |                                                     |         |  |
| N.º                        | Título                                              | Duração |  |
| 1.                         | "Addicted to You" (Up-In-Heaven Mix)                | 5:21    |  |
| 2.                         | "Addicted to You" (Underwater Mix)                  | 6:16    |  |
| 3.                         | "Addicted to You" (Up-in-Heaven Mix / Instrumental) | 5:20    |  |
| 4.                         | "Addicted to You" (Underwater Mix / Instrumental)   | 5:20    |  |

## Desempenho
| Tabelas musicais (1999)       | Melhor posição |
| ----------------------------- | -------------- |
| Japão - Japanese Albums Chart | 1              |